# الجامع الكبير (الخوخة)
الجامع الكبير في مدينة الخوخة هو أحد المساجد التاريخية في اليمن بناه الملك المظفر يوسف بن عمر ثاني ملوك الدولة الرسولية في اليمن في القرن السابع هجري. يقع الجامع الكبير في حي الجامع الكبيرغرب سوق مدينة الخوخة، ويبلغ طول مئذنة الجامع 20 مترا.